# 2006年トリノオリンピックのフランス選手団
2006年トリノオリンピックのフランス選手団（2006ねんトリノオリンピックのフランスせんしゅだん）は、2006年2月10日から2月26日までイタリアのトリノで開催された2006年トリノオリンピックのフランス選手団、およびその競技結果。

## 概要
今大会は、金メダル3個、銀メダル2個、銅メダル4個の合計9個のメダルを獲得した。
バイアスロン女子スプリントでは、フローランス・バベレル＝ロベールがオリンピックのバイアスロン競技の女子個人種目でフランス勢初となる金メダルを獲得した。フランス女子勢のバイアスロン金メダルは1992年アルベールビルオリンピックの団体4×6kmリレー以来14年ぶり。

## メダル
| メダル | 選手名                                                                                          | 競技                   | 種目                   |
| ------ | ----------------------------------------------------------------------------------------------- | ---------------------- | ---------------------- |
| 金     | アントワーヌ・デネリア                                                                          | アルペンスキー         | 男子滑降               |
| 金     | バンサン・ドフラスン                                                                            | バイアスロン           | 男子12.5kmパシュート   |
| 金     | フローランス・バベレル＝ロベール                                                                | バイアスロン           | 女子スプリント         |
| 銀     | ジョエル・シュナル                                                                              | アルペンスキー         | 男子大回転             |
| 銀     | ロディ・ダラゴン                                                                                | クロスカントリースキー | 男子スプリント         |
| 銅     | サンドラ・ラウラ                                                                                | フリースタイルスキー   | 女子モーグル           |
| 銅     | ポール＝アンリ・ドルリュー                                                                      | スノーボード           | 男子スノーボードクロス |
| 銅     | ジュリアン・ロベール バンサン・ドフラスン フェレオル・カナール ラファエル・ポワレ               | バイアスロン           | 男子リレー             |
| 銅     | デルフィーヌ・ペレット フローランス・バベレルロベール シルビー・ベカエール サンドリーヌ・ベリー | バイアスロン           | 女子リレー             |